# Anasyntormon exceptus
Anasyntormon exceptus är en tvåvingeart som först beskrevs av Becker 1922.  Anasyntormon exceptus ingår i släktet Anasyntormon och familjen styltflugor.
Artens utbredningsområde är Taiwan. Inga underarter finns listade i Catalogue of Life.